# Chlorophytum silvaticum
Chlorophytum silvaticum är en sparrisväxtart som beskrevs av Carl Lebrecht Udo Dammer. Chlorophytum silvaticum ingår i släktet ampelliljor, och familjen sparrisväxter. Inga underarter finns listade i Catalogue of Life.